# Marijonas Petravičius
Marijonas Petravičius (* 24. Oktober 1979 in Šilalė, Litauische SSR) ist ein ehemaliger litauischer Basketballspieler. In seiner ersten Profi-Saison nach dem Studium in den Vereinigten Staaten wurde Petravičius mit dem deutschen Verein MBC aus Weißenfels Sieger der FIBA EuroCup Challenge 2004 und MVP des Finalturniers. Mit dem prestigeträchtigeren ULEB Eurocup 2009 gewann der Olympiateilnehmer 2008 einen weiteren Europapokal im Trikot von BC Lietuvos rytas aus Vilnius und wurde erneut zum wertvollsten Spieler des Finalturniers ernannt. Nach einer Lungenembolie bei der Europameisterschaftsendrunde 2011 in seinem Heimatland setzte Petravičius beinahe die komplette Spielzeit 2011/12 aus und beendete schließlich seine Karriere im Sommer 2012.

## Vereinskarriere
Petravičius ging 1999 zum Studium in die Vereinigten Staaten an die University of South Carolina, wo er für das Hochschulteam Gamecocks in der Southeastern Conference der NCAA Division I spielte. Während seiner Studienzeit gelang den Gamecocks keine Qualifikation für die landesweite Endrunde. Nach dem Studienende kehrte Petravičius 2003 nach Europa zurück und spielte in der BBL-Saison 2003/04 beim deutschen Erstliga-Verein MBC. Auf internationaler Ebene konnte der MBC die FIBA EuroCup Challenge gewinnen und Petravičius gewann als Profi-Neuling trotz erfahrener Mannschaftskameraden wie Wendell Alexis und Misan Nikagbatse die Auszeichnung als wertvollster Spieler des Finalturniers. Auf nationaler Ebene jedoch wurde dem Verein am Ende der Saison die Lizenz entzogen und seine Ergebnisse aus der Wertung genommen. Petravičius wechselte daraufhin im April 2004 zu Telindus ins belgische Ostende.
2005 kehrte Petravičius ins Baltikum zurück und spielte für den lettischen Basketballverein aus Ventspils, mit dem er die nationale Meisterschaft gewinnen konnte. 2006 wechselte er in sein Heimatland zum Landesmeister BC Lietuvos rytas aus der Hauptstadt Vilnius. National war man in den folgenden beiden Spielzeiten jeweils dem Rivalen Žalgiris Kaunas unterlegen, dafür verteidigte man 2007 den Titel in der Baltic Basketball League und erreicht das Finale im ULEB Eurocup, welches gegen Real Madrid verloren ging. In der darauffolgenden Saison hatte Petravičius neben dem US-Amerikaner Chuck Eidson, mit dem er schon in der NCAA bei den Gamecocks zusammenspielte, mit dessen Landsmann Hollis Price zwei Mannschaftskameraden, die ebenfalls zuvor in der deutschen Basketball-Bundesliga aktiv waren. Zwar verlor man in dieser Saison auch das Finale der Baltischen Liga gegen den nationalen Rivalen Žalgiris, doch in der EuroLeague 2007/08 konnte man den Gruppensieg in der Vorrunde erringen, schied jedoch in der Zwischenrunde der sechzehn besten Mannschaften aus. In der Saison 2008/09 gewann man nicht nur das nationale Double aus Meisterschaft und Pokal sowie die Meisterschaft in der Baltischen Liga jeweils gegen Žalgiris, sondern auch den ULEB Eurocup im Finale gegen BK Chimki aus Moskau. Im Finale gegen BK Chimki war Petravičius mit 20 Punkten Topscorer seiner Mannschaft und wurde erneut zum MVP des Finalturniers der besten acht Mannschaften gewählt.
Anschließend wechselte Petravičius 2009 in die italienische Lega Basket Serie A zu Armani Jeans aus Mailand. 2010 erreichte man das nationale Meisterschaftsfinale, welches gegen Montepaschi Siena verloren ging, in der darauffolgenden Saison schied man im Meisterschaftshalbfinale aus. Nachdem er für die Saison 2011/12 einen Vertrag bei Beşiktaş Milangaz unterschrieben habe, traten während der Endrunde der Basketball-Europameisterschaft 2011 im eigenen Land Lungenprobleme auf, die als Embolie diagnostiziert wurden. In der Folge trat Beşiktaş vom Vertrag zurück, auch nach der Genesung kam im Januar 2012 ein Vertrag mit dem ukrainischen Verein BK Asowmasch Mariupol nicht zustande. Eine Woche später unterschrieb er schließlich für den Rest der Spielzeit einen Vertrag beim russischen Vizemeister BK Chimki, wo er von seinem Landsmann Rimas Kurtinaitis trainiert wird. Nach nur einem Meisterschaftsspiel beim Moskauer Vorortklub wurde der Vertrag Mitte Februar 2012 wieder aufgelöst. Anschließend beendete Petravičius seine Karriere, da eine Rückkehr zum Leistungssport nicht mehr möglich schien.

## Nationalmannschaft
Petravičius erstes Endrundenturnier mit der litauischen Nationalmannschaft waren die Olympischen Spiele 2008 in Peking. Nach dem Gruppensieg in der Vorrunde mit einem Sieg über Titelverteidiger Argentinien unterlag man im Halbfinale Weltmeister Spanien. Im Spiel um die Bronzemedaille unterlag man schließlich Argentinien und wurde am Ende Vierter. Die folgende Basketball-Europameisterschaft 2009 im litauischen Nachbarland Polen endete mit einer großen Enttäuschung für die ansonsten stets als Medaillenkandidaten gehandelten Litauer, als man nach zwei Auftaktniederlagen gegen die Türkei und den polnischen Gastgeber in der Zwischenrunde alle drei Spiele gegen die späteren Finalisten Spanien und Serbien sowie gegen Slowenien verlor und bereits vor dem Viertelfinale nach nur einem Vorrundensieg gegen Bulgarien ausschied. An der folgenden Basketball-Weltmeisterschaft 2010 in der Türkei, wo die Litauer die Bronzemedaille gewannen, nahm Petravičius verletzungsbedingt nicht teil. Bei der EM 2011 im eigenen Land wollte Petravičius mit seinen Mannschaftskameraden möglichst nicht nur eine Medaille, sondern den vierten EM-Titel für das baltische Land erringen. Nachdem er in den zwei Spielzeiten in Mailand mit Verletzungsproblemen zu kämpfen hatte, war auch die EM für ihn nach zwei Spielen aus gesundheitlichen Gründen beendet.